# Niko Matul
Niko Matul (né le 28 février 1928 à Ljubljana, mort le 16 octobre 1988 dans la même ville) est un chef décorateur yougoslave.

## Biographie
Immédiatement après la fin de la Seconde Guerre mondiale, Matul suit une formation d'architecte à l'université et entre à la société de production cinématographique d'État Triglav Film basée dans sa ville natale, où il est embauché comme architecte de cinéma. À la fin des années 1950, Matul prend contact pour la première fois avec une équipe de tournage occidentale, et à partir de 1961, il conçoit les structures de films pour une série de films de divertissement allemands de voyage, d'été et de vacances de mauvaise qualité pour la société de production de Stuttgart Piran-Film et de Munich Music House. De 1965 à 1968, il participe à la série Commissaire X (de), des coproductions internationales. Par la suite, Matul travaille presque exclusivement pour des productions yougoslaves, principalement en Slovénie.

## Filmographie
- 1951 : Trst
- 1957 : Don't Whisper
- 1958 : Dobro morje
- 1958 : Klempo
- 1959 : Tri cetrtine sonca
- 1960 : Une nuit à Monte-Carlo
- 1960 : Akcija
- 1960 : Veselica
- 1961 : La Danse sous la pluie
- 1961 : Ti lovis
- 1961 : Am Sonntag will mein Süßer mit mir segeln gehn (de)
- 1961 : So liebt und küßt man in Tirol (de)
- 1962 : Seul contre Rome
- 1962 : Les Derniers Jours d'Herculanum
- 1962 : Il vecchio testamento
- 1963 : Übermut im Salzkammergut (de)
- 1963 : Erotikon – Karussell der Leidenschaften (de)
- 1963 : Apartment-Zauber (de)
- 1963 : … denn die Musik und die Liebe in Tirol
- 1964 : Zarota
- 1965 : Po isti poti se ne vracaj
- 1965 : Le commissaire X traque les chiens verts
- 1966 : Chasse à l'homme à Ceylan
- 1966 : Commissaire X dans les griffes du dragon d'or
- 1967 : Les Trois Fantastiques Supermen
- 1968 : Commissaire X - Trois Panthères bleues (de)
- 1968 : Kekceve ukane
- 1969 : Sedmina
- 1969 : Commissaire X et les Trois Serpents d'or
- 1970 : Hier bin ich, mein Vater (TV)
- 1972 : Ko pride lev
- 1972 : Et maintenant, on l'appelle El Magnifico
- 1973 : Cvetje v jeseni
- 1973 : Begunec
- 1973 : Pastirci
- 1973 : Tezak put (TV)
- 1973 : La Rose rouge
- 1974 : Wer stirbt schon gerne unter Palmen
- 1974 : Strah
- 1975 : Cudoviti prah
- 1975 : Povest o dobrih ljudeh
- 1975 : Med strahom in dolznostjo
- 1976 : Sobota dopoldan
- 1976 : Bele Trave (TV)
- 1976 : Paul und Paulischen (série télévisée)
- 1976 : Vdovstvo Karoline Zasler
- 1976 : Vrnitev (TV)
- 1977 : Sreca na vrvici
- 1977 : To so gadi
- 1978 : Praznovanje pomladi
- 1978 : Nori molar (TV)
- 1979 : Iskanja
- 1979 : Krc
- 1982 : Pustota
- 1982 : Twilight Time
- 1983 : Oblaki so rudeci (TV)
- 1984 : Desdiscina
- 1986 : Cas bez pravljic
- 1987 : Ljubezni Blanke Kolak
- 1987 : Moj ata, socialisticni kulak
- 1989 : Kavarna Astoria

## Source de traduction
- (de) Cet article est partiellement ou en totalité issu de l’article de Wikipédia en allemand intitulé « Niko Matul » (voir la liste des auteurs).